# Dragon Quest
Dragon Quest (trước năm 2005 có tên là Dragon Warrior khi phát hành tại Bắc Mỹ,) là loạt trò chơi nhập vai Nhật Bản do Horii Yuji sáng tạo ra. Loạt trò chơi đều do Square Enix (trước đây là Enix) phát hành, với các bản dịch và port sau đó cho hệ máy Nintendo DS, Nintendo 3DS và Nintendo Switch do Nintendo phát hành bên ngoài Nhật Bản. Tựa game đầu tiên xuất bản năm 1986, tính đến nay đã có 11 bản chính truyện, cùng với nhiều ngoại truyện phát hành ra toàn thế giới. Ngoài ra, còn có rất nhiều manga, anime và tiểu thuyết xuất bản theo cùng thương hiệu, hầu hết trò chơi trong loạt chính đều có bản chuyển thể liên quan.
Loạt có tác động đáng kể đến sự phát triển trò chơi nhập vai trên hệ máy chơi game gia đình và phổ biến một số tính năng đặc trưng cho thể loại này. Các phần của loạt đã xuất hiện trên máy tính, máy chơi game gia đình, máy chơi game cầm tay và điện thoại di động. Ban đầu, Dragon Quest được phát hành với tên Dragon Warrior ở Bắc Mỹ để tránh xung đột thương hiệu với trò chơi nhập vai trên bàn không liên quan nhưng cũng mang tên là DragonQuest. Square Enix đã không sử dụng tên Dragon Quest khi phát hành trò chơi ở Mỹ cho đến năm 2002.
Đặc điểm cơ bản trong hầu hết các trò chơi của Dragon Quest là người chơi sẽ nhập vai người anh hùng, rời khỏi một ngôi làng nhỏ bé rồi dấn thân đi cứu cả vùng đất thoát khỏi diệt vong, dưới bàn tay thống trị của một kẻ độc ác và đầy quyền năng. Người anh hùng thường đồng hành cùng một nhóm thành viên. Nhiều yếu tố phổ biến vẫn duy trì xuyên suốt loạt chính và ngoại truyện, bao gồm: chiến đấu theo lượt; thu phục quái vật, đặc biệt là Slime, linh vật của trò chơi; hệ thống menu toàn chữ; và các trận chiến ngẫu nhiên.
Kể từ khi ra đời vào thập niên 1980, Dragon Quest chỉ do một nhóm duy nhất phát triển, với Horii Yuji viết kịch bản và thiết kế trò chơi, Toriyama Akira thiết kế nhân vật và Sugiyama Koichi phụ trách soạn nhạc. Cả ba người đều đảm nhận vai trò tương ứng như trên trong phần lớn game của loạt. Những ý tưởng sơ khai sử dụng trong bản đầu tiên là vay mượn yếu tố từ trò chơi nhập vai phương Tây như Wizardry và Ultima. Phương châm cốt lõi của loạt là thiết kế lối chơi sao cho người chơi có thể tiếp cận mà không cần phải suy nghĩ nhiều, giúp họ có thể chơi một cách dễ dàng nhất. Loạt trò chơi có đụng chạm đến một số vấn đề tôn giáo và bị kiểm duyệt gắt gao trong các phiên bản NES khi xuất bản ra ngoài thị trường Nhật Bản.

## Trò chơi

### Loạt chính
| 1986 | Dragon Quest      |
| 1987 | Dragon Quest II   |
| 1988 | Dragon Quest III  |
| 1989 |                   |
| 1990 | Dragon Quest IV   |
| 1991 |                   |
| 1992 | Dragon Quest V    |
| 1993 |                   |
| 1994 |                   |
| 1995 | Dragon Quest VI   |
| 1996 |                   |
| 1997 |                   |
| 1998 |                   |
| 1999 |                   |
| 2000 | Dragon Quest VII  |
| 2001 |                   |
| 2002 |                   |
| 2003 |                   |
| 2004 | Dragon Quest VIII |
| 2005 |                   |
| 2006 |                   |
| 2007 |                   |
| 2008 |                   |
| 2009 | Dragon Quest IX   |
| 2010 |                   |
| 2011 |                   |
| 2012 | Dragon Quest X    |
| 2013 |                   |
| 2014 |                   |
| 2015 |                   |
| 2016 |                   |
| 2017 | Dragon Quest XI   |
| 2018 |                   |
| 2019 |                   |
| 2020 |                   |
| 2021 |                   |
| 2022 |                   |
| 2023 |                   |
| 2024 |                   |
| TBA  | Dragon Quest XII  |

Bốn phần đầu tiên của Dragon Quest phát hành cho hệ máy NES và Famicom ở Nhật Bản và Bắc Mỹ. Hai phần đầu tiên phát hành tại Nhật Bản trên Famicom và port sang hệ máy MSX trong cùng năm; tất cả bốn bản đều được làm lại cho các hệ máy mới hơn sau này. Dragon Quest phát hành lần đầu tại Nhật Bản ngày 27 tháng 5 năm 1986 và ở Bắc Mỹ với tựa đề Dragon Warrior tháng 8 năm 1989. Dragon Quest II Akuryō no Kamigami phát hành tại Nhật Bản năm 1987 và ở Bắc Mỹ với tên gọi Dragon Warrior II (1990). Dragon Quest III Soshite Densetsu e...phát hành tại Nhật Bản năm 1989 và Bắc Mỹ với nhan đề Dragon Warrior III (1992). Dragon Quest IV: Chapters of the Chosen phát hành ở Nhật Bản năm 1990 và tại Bắc Mỹ năm 1992 với tên Dragon Warrior IV. Phiên bản làm lại của Dragon Warrior IV (2001) cho máy PlayStation dự kiến phát hành ra thị trường Bắc Mỹ nhưng cuối cùng bị hủy bỏ. Bản làm lại Nintendo DS của Dragon Quest IV đã phát hành ở Bắc Mỹ, Châu Âu và Úc với tựa giống như bản gốc; bản phát hành châu Âu thì không đánh số ở phần tiêu đề.
Hai bản từng phát hành cho Super Famicom là: Dragon Quest V: Hand of the Heavenly Bride (1992) và Dragon Quest VI: Realms of Revelation (1995); Cả hai đều tái phát hành trên các hệ máy mới hơn. Dragon Quest V ban đầu lên kế hoạch phát hành ở Bắc Mỹ nhưng bị hủy bỏ khi có tin đồn Enix từ bỏ thị trường Mỹ và không đưa ra có lý do chính thức nào. Bản làm lại cho Nintendo DS phát hành tại Bắc Mỹ với tựa Dragon Quest V. Trò chơi cũng phát hành ra Châu Âu và Úc nhưng không có đánh số. Chỉ có một bản phát hành cho PS1: Dragon Quest VII: Eden no Senshi-tachi (2000) tại Nhật Bản và tại Bắc Mỹ với tựa Dragon Warrior VII (2001). Dragon Quest VIII: Journey of the Cursed King phát hành cho PlayStation 2 năm 2004 tại Nhật Bản, năm 2005 ở Bắc Mỹ và năm 2006 ở Châu Âu và Úc, một lần nữa không đánh số tựa game khi bán ra Châu Âu. Dragon Quest VIII là trò chơi đầu tiên trong loạt phát hành ở Bắc Mỹ dưới cái tên Dragon Quest, và là phiên bản đầu tiên ở châu Âu thuộc loạt chính. Dragon Quest IX: Sentinels of the Starry Skies là trò chơi duy nhất trong loạt phát hành đầu tiên trên Nintendo DS tại Nhật Bản năm 2009 và ở Bắc Mỹ, Châu Âu và Úc năm 2010. Tháng 12 năm 2008, Dragon Quest X được công bố sẽ phát hành cho hệ máy Wii. Tháng 9 năm 2011, Square Enix thông báo Dragon Quest X cũng sẽ phát hành trên Wii U, có kết nối với bản Nintendo 3DS. Dragon Quest X là MMORPG đầu tiên của loạt và là game Dragon Quest duy nhất được đánh số mà không phát hành ngoài Nhật Bản. Dragon Quest XI phát hành tại Nhật Bản ngày 29 tháng 7 năm 2017 và trên toàn thế giới ngày 4 tháng 9 năm 2018.
Tháng 5 năm 2021, Square Enix công bố Dragon Quest XII: The Flames of Fate trong buổi phát trực tiếp đặc biệt nhân dịp kỷ niệm 35 năm của loạt game. Theo Horii Yuji, trò chơi sẽ có tông điệu u tối hơn, nhiều lựa chọn có ý nghĩa hơn và đại tu lại phong cách chiến đấu theo lượt truyền thống của Dragon Quest.

### Spin-off
Loạt Dragon Quest có một số spin-off, gồm cả loạt trò chơi nhập vai Dragon Quest Monsters. Series cũng truyền cảm hứng cho loạt trò chơi arcade như Dragon Quest: Monster Battle Road, một dòng game mà người chơi sẽ đấu với nhau bằng các thẻ bài ghi dữ liệu quái vật, thông qua một khe trên mặt trước của máy. Dragon Quest: Monster Battle Road là loạt spin-off duy nhất không phát hành ra ngoài Nhật Bản. Loạt Mystery Dungeon và Fortune Street sử dụng nhân vật và các yếu tố từ Dragon Quest. Ngoài ra, series Mystery Dungeon sau đó cũng sản sinh ra loạt sản phẩm của riêng nó.
Năm 1993, Chunsoft phát triển trò chơi SNES có sự xuất hiện của Torneko (hay còn gọi là Torneko Taloon), một nhân vật trong Dragon Quest IV. Game roguelike có tựa đề Torneko no Daibōken: Fushigi no Dungeon nối tiếp câu chuyện của Torneko từ Dragon Quest IV khi ông nỗ lực làm cho cửa hàng của ông trở nên nổi tiếng, mạo hiểm vào các dungeon bí ẩn để săn đồ mang về cửa hàng. Trò chơi rất thành công ở Nhật Bản.
Năm 2000, phần tiếp theo Torneko: The Last Hope phát hành tại Nhật Bản và Mỹ. Cách chơi tương tự như bản đầu mặc dù Torneko: The Last Hope được coi là dễ chơi hơn. Doanh thu của game đạt chỉ tiêu tại Nhật Bản để có thể phát triển phần tiếp theo cho hệ máy PlayStation 2, với tựa đề Fushigi no Dungeon 3 Torneko no Daibouken. Phần Torneko thứ hai và thứ ba cũng làm lại cho máy Game Boy Advance. Trò chơi Dragon Quest: Shōnen Yangus to Fushigi no Dungeon có sự góp mặt của Yangus, nhân vật xuất hiện lần đầu trong Dragon Quest VIII. Nội dung của game kể về Yangus trước khi gặp Hero. Thành công của Torneko no Daibōken đã hình thành nên loạt Mystery Dungeon, phát triển thành một loạt vượt khỏi cái bóng của series Dragon Quest, cũng như những bản sao khác.
Khi Enix tiếp quản trò chơi điện tử dạng cờ tỷ phú là Itadaki Street, loạt Dragon Quest đã trở thành một phần không thể thiếu trong phiên bản thứ hai của nó là Itadaki Street 2: Neon Sain wa Bara Iro ni. Itadaki Street đầu tiên là do ASCII phát hành, không chứa các yếu tố từ Dragon Quest. Trò chơi thứ tư trong loạt có tựa Dragon Quest & Final Fantasy in Itadaki Street Special có các nhân vật trong loạt Final Fantasy, và những phiên bản sau xuất hiện thêm các nhân vật trong Mario.
Giống như toàn bộ loạt, Dragon Quest Monsters ban đầu phát hành dưới tên Dragon Warrior ở Mỹ. Trò chơi tiếp theo, Dragon Warrior Monsters 2, là trò chơi duy nhất được chia thành hai phiên bản, Cobi's Journey (Ruka's Journey tại Nhật Bản) và Tara's Adventure (Iru's Adventure tại Nhật Bản), đặt theo tên của nhân vật chính. Mỗi phiên bản có một chút khác biệt, chẳng hạn như quái vật xuất hiện trong phiên bản đó. Dragon Quest Monsters: Caravan Heart là phần tiền truyện của Dragon Warrior VII. Nội dung phần tiền truyện xoay quanh nhân vật Keifer, người bị kéo vào Torland và phải tìm sáu quả cầu Loto mới có thể trở về. Dragon Quest Monsters: Joker là tựa spin-off đầu tiên phát hành bằng tiếng Anh sử dụng tên Dragon Quest. Phần tiếp theo với tiêu đề Dragon Quest Monsters: Joker 2 phát hành tại Bắc Mỹ ngày 19 tháng 9 năm 2011. Ngoài ra, series còn có một game trên Android tên là Dragon Quest Monsters: Wanted!.
Dragon Quest cũng sản xuất một số tựa spin-off nhỏ hơn. Có hai trò chơi mà trong đó người chơi sử dụng tay cầm như một thanh kiếm, vung nó để chém kẻ địch và đồ vật. Kenshin Dragon Quest: Yomigaerishi Densetsu no Ken là một trò chơi tách biệt khỏi series, trong game thì tay cầm chính là một thanh kiếm, và một chiếc khiên đồ chơi gắn phần cứng của game. Dragon Quest Swords cho máy Wii sử dụng cảm biến chuyển động Wii Remote như một thanh kiếm. Một tựa spin-off khác là Slime MoriMori Dragon Quest lấy quái vật Slime nổi tiếng làm nhân vật chính, và phần tiếp theo của nó là Dragon Quest Heroes: Rocket Slime đã được dịch sang tiếng Anh. Ngoài ra còn có trò chơi chiến lược theo lượt có thể tải xuống trên DSiWare là Dragon Quest Wars cùng một số tựa khác đã phát hành tại Nhật Bản cho điện thoại di động. Dragon Quest Heroes: The World Tree's Woe and the Blight Below là game PlayStation 3 và 4 có lối chơi tương tự như loạt Dynasty Warriors của hãng Koei Tecmo, phát hành tại Nhật Bản ngày 26 tháng 2 năm 2015, tại Bắc Mỹ và Châu Âu tháng 10 năm 2015 dưới dạng độc quyền cho PlayStation 4. Dragon Quest Builders cho PS4 phát hành năm 2016. Theatrhythm Dragon Quest là một trò chơi giai điệu được phát triển cho máy Nintendo 3DS. Giống như Theatrhythm Final Fantasy trước đó, người chơi có thể chơi trên nền các bài nhạc khác nhau đến từ thương hiệu Dragon Quest. Tháng 9 năm 2019, trò chơi thực tế tăng cường Dragon Quest Walk phát hành trên điện thoại di động Android và iOS.

## Các sản phẩm khác

### Tiểu thuyết
Hình thành từ năm 1988, thương hiệu mở rộng sang các lĩnh vực khác bao gồm anime, manga và light novel. Sau thành công của light novel Dragon Quest III, Enix bắt đầu xuất bản nhiều tập hơn bắt đầu từ trò chơi đầu tiên theo thứ tự liên tiếp. Enix đã xuất bản các tập từ mọi game của loạt chính từng phát hành trước đó ngày 23 tháng 3 năm 1995, cũng như trò chơi đầu tiên của series Mystery Dungeon. Truyện được viết theo quan điểm người thứ hai; người đọc tự quyết định hành động tiếp theo và câu chuyện có nhiều kết thúc khác nhau.
Các tựa sách in khác phát hành năm 1989 bao gồm: Dragon Quest Monsters Story; Dragon Quest Item Story; loạt Dragon Quest Perfect Collection bắt đầu từ quyển Dragon Quest Perfect Collection 1990; và hai tiểu thuyết Dragon Quest đầu tiên của Hideo Takayashiki. Tất cả các tác phẩm này đều có các phần bổ sung, xuất bản cho những trò chơi khác nhau của các tác giả khác nhau: Hideo đã viết bốn tập đầu tiên kéo dài trong ba trò chơi đầu tiên; Saori Kumi là tác giả của mười tập bao gồm ba trò chơi tiếp theo; và Domon Hiroyuki cũng viết ba tập cho Dragon Quest VII. Bắt đầu với Shinsho Shousetsu Dragon Quest I năm 2000, một loạt tiểu thuyết mới của cả ba tác giả đã xuất bản. Các tác giả đã viết những câu chuyện mới cho loạt tương ứng, ba câu chuyện do Hideo, chín do Saori và ba do Domon. Tác phẩm của Domon có tranh minh họa do Torii Daisuke vẽ. Một số tựa sách riêng biệt và audiobook cũng được phát hành.

### Manga
Manga Dragon Quest bắt đầu xuất bản trên Weekly Shōnen Jump năm 1989. Dựa trên thế giới của Dragon Quest, Sanjo Riku và Inada Koji đã xuất bản Dragon Quest: Dai no Daibōken dưới dạng truyện ngắn hai chương mang tên Derupa! Iruiru!. Thành công của nó đã dẫn đến phần tiếp theo gồm ba chương tên là Dai Bakuhatsu!!!, thiết lập nên khuôn khổ của truyện đăng dài kỳ kéo dài 37 tập.
Một số manga dựa trên trò chơi cũng đã xuất bản. Phần dài nhất trong số này là Emblem of Roto, Warriors of Eden và Maboroshi no Daichi đã xuất bản trên tạp chí Monthly Shōnen Gangan. Emblem of Roto do Kawamata Chiaki và Koyanagi Junji lên ý tưởng, và Fujiwara Kamui là người vẽ minh họa. Bộ manga gồm hai mươi mốt tập xuất bản từ năm 1991 đến 1997. Năm 2004, tạp chí Young Gangan phát hành một loạt nhỏ có tên là Emblem of Roto Returns. Bộ truyện lấy khung thời gian giữa Dragon Quest III với Dragon Quest I. Emblem of Roto đã được chuyển thể thành một CD truyện tranh năm 1994, và một anime điện ảnh dựa trên manga phát hành tại Nhật Bản ngày 20 tháng 4 năm 1996. Tính đến năm 2019, loạt manga này đã bán ra 21 triệu bản, bao gồm 400.000 bản là ở thị trường nước ngoài. Warriors of Eden bao gồm mười một tập, do Fujiwara vẽ. Bộ truyện là bản kể lại của Dragon Quest VII với một số thay đổi nhỏ. Maboroshi no Daichi gồm mười tập, kể lại Dragon Quest VI với một số thay đổi nhỏ. Các bộ manga ngắn khác cũng đã phát hành bao gồm một số bộ dựa trên trò chơi khác, một vài yonkoma, và một bộ manga về quá trình tạo ra game Dragon Quest gốc. Năm 2013, loạt manga mới Dragon Quest: Souten no Soura được phát hành. Tác giả của bộ manga là Nakashima Yuuki, Horii Yuji là người giám sát và Shueisha là nhà xuất bản. Nó bắt đầu đăng theo kỳ kể từ tháng 2 năm 2013.
The Road to Dragon Quest là manga về những người sáng tạo ra Dragon Quest, do Enix xuất bản. Manga chỉ có một tập, phát hành năm 1990 và do Ishimori Productions sản xuất. Nó kể về quá trình sáng tạo ra loạt và có sự góp mặt của nhà sáng tạo Hori Yujii, lập trình viên Nakamura Koichi, nhà soạn nhạc Sugiyama Koichi, họa sĩ Toriyama Akira và nhà sản xuất Chida Yukinobu.

### Anime
Có hai chương trình truyền hình lớn chuyển thể dựa theo trò chơi. Dragon Quest: Legend of the Hero Abel (ドラゴンクエスト ～勇者アベル伝説～ Doragon Kuesuto Yūsha Aberu Densetsu) bắt đầu phát sóng từ ngày 3 tháng 12 năm 1989 đến ngày 5 tháng 4 năm 1991 kéo dài 43 tập. Horii trực tiếp giám sát bộ phim, với một cốt truyện có phần dựa trên Dragon Quest III. 13 tập đầu tiên của series được Saban Entertainment dịch sang tiếng Anh với tựa đề Dragon Warrior. Do quãng thời gian hạn hẹp, và xảy ra một vụ kiện do Toriyama đệ đơn vì không được ghi công thiết kế nhân vật nên bộ phim không được tiếp tục sản xuất. Bộ phim phát hành dưới dạng DVD tại Nhật Bản tháng 10 năm 2006, với chín tập bán được khoảng 90.000 bản tháng 2 năm 2007.
Toei Animation đã phát hành bộ anime thứ hai dựa trên manga cùng tên có tựa đề Dragon Quest: The Adventure of Dai. Anime kéo dài 46 tập, phát sóng từ ngày 17 tháng 10 năm 1991 đến ngày 24 tháng 9 năm 1992. Ngoài ra còn có một phiên bản anime chuyển thể từ manga bắt đầu từ ngày 3 tháng 10 năm 2020.
Ngày 20 tháng 4 năm 1996, bộ phim có tựa Dragon Quest Saga - The Crest of Roto được phát hành.
Bộ phim 3DCG dựa trên Dragon Quest V tên là Dragon Quest: Your Story phát hành ngày 2 tháng 8 năm 2019 tại Nhật Bản.

## Các yếu tố phổ biến

### Cách chơi

Màn hình chiến đấu trong Dragon Quest III mô tả bố cục trận chiến điển hình và loại menu thường gặp trong phần lớn trò chơi Dragon Quest

Trong hầu hết trò chơi Dragon Quest, người chơi điều khiển một nhân vật hoặc nhóm nhân vật có thể đi vào các thị trấn và mua vũ khí, áo giáp và món đồ để đánh bại quái vật bên ngoài thị trấn: trên bản đồ thế giới hoặc trong dungeon. Tuy nhiên, ở trong trò chơi Dragon Quest đầu tiên thì chỉ có một nhân vật di chuyển trên bản đồ. Các trận chiến xảy ra khi người chơi đụng độ quái vật một cách ngẫu nhiên khi di chuyển trên bản đồ và để tăng cấp độ cho nhân vật thì người chơi phải cày cấp. Loạt trò chơi có đưa vào những món đồ bị nguyền rủa, dungeon khó nhằn, đòi hỏi người chơi cần phải sử dụng nguồn lực một cách khôn ngoan để vượt qua thử thách và trận đấu trùm khó khăn. Khi nhóm gặp quái vật, chế độ hiển thị sẽ thay đổi phối cảnh và hiện menu với một số tùy chọn; những trận chiến theo lượt này đã trở thành yếu tố chủ đạo của series.
Người chơi sử dụng menu để chọn vũ khí, ma thuật và món đồ khác, sử dụng để tấn công và đánh bại quái vật, hoặc có thể cố gắng chạy trốn khỏi trận chiến; dù vậy, người chơi không thể chạy trốn khỏi các trận đấu trùm. Khi cả nhóm đánh bại quái vật bằng cách thắng trận, mỗi thành viên trong nhóm sẽ nhận thêm điểm kinh nghiệm để có thể lên cấp. Khi một nhân vật lên cấp, thông số (stat) của nhân vật cũng sẽ nâng cấp theo. Thắng trận cũng giúp người chơi kiếm được tiền để mua vật phẩm, và nhận món đồ bỏ vào túi do quái đánh rơi.
Trong phần lớn game Dragon Quest, người chơi phải đến nhà thờ (hay còn gọi là House of Healing (Ngôi nhà Chữa bệnh) trong bản dịch của NES) nói chuyện với một tư tế hoặc nữ tu để lưu lại tiến trình của trò chơi. Trong Dragon Warrior, người chơi phải nói chuyện với vua để lưu lại, mặc dù hai tựa Dragon Quest đầu tiên cho hệ máy Famicom lại sử dụng hệ thống lưu bằng mật khẩu. Nếu cả nhóm tử trận, nhóm sẽ mất một nửa số vàng và chuyển đến vị trí lưu gần nhất nơi nhân vật chính được hồi sinh, người chơi sau đó phải trả tiền cho tư tế hoặc nữ tu để hồi sinh thành viên trong nhóm.
Dragon Quest còn có tính năng "puff puff " – một từ tượng thanh Nhật Bản ám chỉ một cô gái cọ bộ ngực vào mặt ai đó, hoặc là một thuật ngữ chung để chỉ một cô gái nảy tưng tưng bộ ngực của họ – người chơi có thể thuê những cô gái hành nghề massage này, với đoạn văn mô tả hành động của họ trong một số trò chơi. Trong các game về sau, từ ngữ bông đùa vẫn còn được sử dụng nhưng không còn hiển thị bộ ngực nữa. Mô tả bằng văn bản đã bị xóa khỏi một số bản dịch ở Bắc Mỹ.
Trong Dragon Warrior III, Dragon Quest VI: Realms of Revelation, Dragon Warrior VII, và Dragon Quest IX: Sentinels of the Starry Skies, một số lớp nhân vật có thể được lựa chọn cho các thành viên trong nhóm. Mỗi game đều có một bộ lớp nhân vật đặc thù với các tùy chọn điển hình, bao gồm Cleric (Giáo sĩ), Fighter (Đấu sĩ), Jester (Lộng thần), Thief (Đạo tặc), Warrior (Chiến binh) và Mage (Pháp sư). Tất cả các trò chơi đã nói ở trên cũng bao gồm lớp nâng cao như Sage (Hiền nhân). Ngoài ra, Dragon Quest VI và VII có cả lớp quái vật.
Trong Dragon Quest IV: Chapters of the Chosen có đồ sưu tập mới, gọi là Mini Medal (Huy chương nhỏ) hình dạng giống như những đồng tiền vàng nhỏ với một ngôi sao năm cánh ở giữa. Chúng không ảnh hưởng gì đến việc hoàn thành trò chơi, mà dùng để giao dịch với một nhân vật nhất định để đổi lấy những món đồ. Người chơi thu thập chúng trong suốt trò chơi, chủ yếu bằng cách mở rương, phá vỡ bình và thùng, và tìm kiếm trong bao tải và ngăn kéo. Horii giới thiệu no với người chơi vì ông muốn tạo ra một thứ mà người chơi có thể sưu tập, tương tự như các huy chương và quả cầu trong các game Dragon Quest trước đó, nhưng không muốn lặp lại việc đòi hỏi người chơi phải thu thập một lượng nhất định, trước khi họ có thể hoàn thành trò chơi.

### Quái vật

Một ví dụ về quái vật Slime.

Dragon Quest có một số quái vật quen thuộc, bao gồm Slime, Dracky, Skeleton, Shadow, Mummy, Bag o' Laugh, và Dragon. Nhiều quái vật trong loạt do Toriyama Akira thiết kế.
Một số bản Dragon Quest cho phép người chơi chiêu mộ quái vật để chiến đấu cùng. Trong Dragon Quest IV có một con quái vật giúp nhân vật hồi máu tên là "Healie" mà người chơi có thể chiêu mộ ngay chương đầu tiên. Người chơi có thể lựa chọn quái vật gia nhập nhóm của họ và tham gia vào trận chiến trong Dragon Quest V và VI. Trong Dragon Quest VIII, người chơi có thể đánh bại và thu phục quái vật để chiến đấu trong đấu trường.
Quái vật Slime, do Toriyama thiết kế để sử dụng trong Dragon Quest, đã trở thành linh vật chính thức của series. Nhà thiết kế Horii Yuji đã trích dẫn con quái vật như một ví dụ về tay nghề của Toriyama, tuyên bố rằng Toriyama đã vận "sức mạnh [của người nghệ sĩ] để nghĩ ra một thứ gì đó như là bể chất nhờn và sử dụng trí tưởng tượng của mình để biến nó thành một nhân vật tuyệt vời." Slime là một đốm màu xanh nhỏ, có hình dạng như một giọt nước, với một khuôn mặt. Nó đã xuất hiện trong mọi trò chơi Dragon Quest và thường là một trong những quái vật đầu tiên mà người chơi gặp phải. Slime phổ biến tới nỗi người ta đã làm riêng cho nó loạt spin-off Slime trên các máy chơi trò chơi điện tử cầm tay.

### Erdrick
Erdrick, hay còn gọi là Loto (ロト Roto) trong bản tiếng Nhật và ba trò chơi đầu tiên ở phiên bản làm lại trên Game Boy Color Bắc Mỹ, là tên của một anh hùng huyền thoại trong loạt Dragon Quest. Ba game Dragon Quest đầu tiên đều kết nối với truyền thuyết Erdrick, tạo thành bộ ba Erdrick hoặc bộ ba Loto. Anh còn có tên khác là Arusu, trong trò chơi, anh là người hùng giải phóng Vương quốc Alefgard khỏi màn đêm tăm tối. Trình tự niên sử của ba trò chơi Dragon Quest đầu tiên là: Dragon Quest III, Dragon Quest và Dragon Quest II.
Trong game Dragon Quest đầu tiên, nhân vật người chơi là hậu duệ của Erdrick, đến Lâu đài của Dragonlord và đối chất với anh ta. Trong Dragon Quest II, các anh hùng cũng là hậu duệ của Erdrick, khám phá thế giới của Torland bao gồm lục địa Alefgard. Truyền thuyết của Erdrick trong Dragon Quest đã kết thúc ở Dragon Quest III khi Đức vua xứ Alefgard ban tặng "Huân chương Erdrick", vinh dự cao nhất của đất nước cho người anh hùng ở cuối game. Hai trong số ba trang bị cấp cao nhất của nhân vật người chơi được đặt tên là "Erdrick's Sword" và "Erdrick's Armor" trong Dragon Quest và Dragon Quest II. Trong Dragon Quest III, người chơi không thể đặt tên cho chính mình là "Erdrick". Lý do là bản III theo trình tự niên sử chính là một phần tiền truyện của hai tựa đầu tiên được trình bày là biến đổi lớn của cốt truyện. Bản làm lại Game Boy Color cũng không cho sử dụng tên "Loto" vì lý do tương tự.
Trong Dragon Quest XI, nhân vật người chơi là một chiến binh do cây Yggdrasil chọn để cứu thế giới Erdrea khỏi một sinh vật tà ác thuần túy là "Calasmos". Sau khi Calasmos bị đánh bại vào cuối trò chơi, Yggdrasil ban cho anh ta danh hiệu Erdrick.

### Zenithia
Zenithia, hay còn được gọi là Lâu đài Zenith, Zenith hoặc Tenkū-jō (天空城 "Heaven Castle") trong bản tiếng Nhật. Nó là một tòa lâu đài bay lơ lửng, xuất hiện lần đầu ở Dragon Quest IV. Lâu đài là một trong nhiều yếu tố xuất hiện trong Dragon Quest IV, V và VI góp phần kết nối chúng thành một bộ ba được gọi là Zenithia hoặc Tenkū, mặc dù bố cục địa lý của thế giới trong 3 trò chơi là khác nhau. Horii giải thích rằng bộ ba này là tình cờ: "Mỗi tựa trò chơi Dragon Quest đại diện cho một khởi đầu mới và một câu chuyện mới, vì vậy có vẻ như có quá nhiều mối liên hệ giữa các trò chơi trong loạt. Có thể nói rằng chính trí tưởng tượng của người chơi đã kết hợp các tựa game này thành một khuôn nhất định."
Trong Dragon Quest IV, người chơi có thể vào Zenithia bằng cách leo lên tòa tháp phía trên lối vào thế giới bóng tối. Trong Dragon Quest V, Zenithia đã rơi xuống một hồ nước ở phía nam Đỉnh Lofty (Elematven trong bản gốc), cho đến khi người chơi trả lại Golden Orb thì lâu đài mới có thể di chuyển tự do trên bầu trời. Trong Dragon Quest VI, Zenithia bị Chúa Quỷ Dhuran phong ấn và gây ra một lỗ hổng lớn trong "Thế giới Giấc mơ". Khi Thế giới Giấc mơ trở về trạng thái ban đầu trong Dragon Quest VI, thì Zenithia là phần duy nhất còn lại nổi trên thế giới "thực". Ngoài bộ ba này, thì lâu đài trong phần làm lại của Dragon Quest III cũng được gọi là Zenith, mặc dù bố cục khác với lâu đài trong loạt Tenkū.

## Phát triển
Quái vật, nhân vật và ảnh bìa của loạt đều do Toriyama thiết kế. Sugiyama Koichi sáng tác âm nhạc. Trong quá khứ, các trò chơi Dragon Quest do Chunsoft, Heartbeat, ArteP Square, Level-5 phát triển và kể từ Dragon Quest X, Square Enix lần đầu tiên phát triển loạt này. Công ty Armor Project của Hori phụ trách kịch bản và thiết kế các trò chơi Dragon Quest, Enix và Square Enix chịu trách nhiệm phát hành.

### Lịch sử

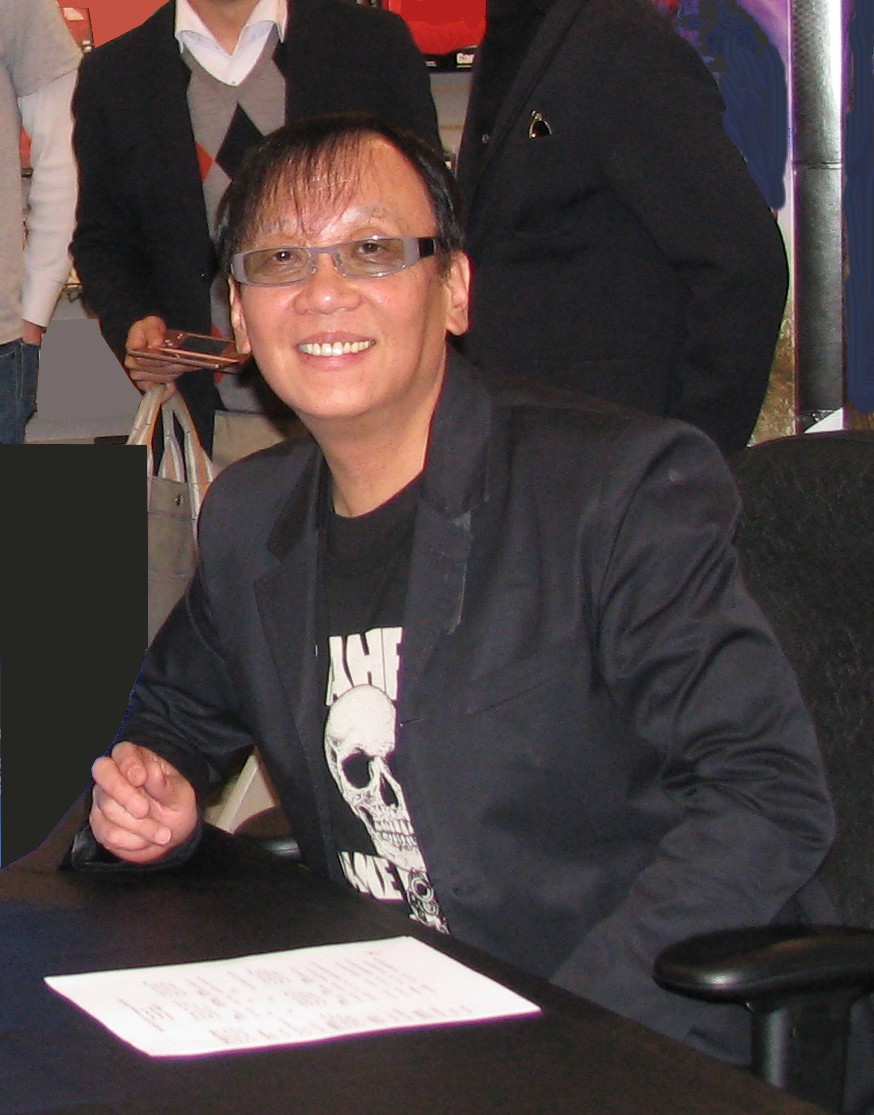
Horii Yuji là người tạo ra loạt Dragon Quest

Năm 1982, Enix đứng ra tài trợ cho một cuộc thi lập trình trò chơi điện tử ở Nhật Bản mà vô tình tập hợp được hầu hết thành viên trong nhóm thiết kế Dragon Quest lại với nhau, trong đó có nhà sáng tạo Horii Yuji. Giải thưởng là một chuyến đi đến Hoa Kỳ và tham quan AppleFest '83 tại San Francisco, nơi Horii phát hiện ra loạt Wizardry. Những người chiến thắng cuộc thi là Nakamura Koichi và Chida Yukinobu, họ cùng với Horii phát hành trò chơi Portopia Renzoku Satsujin Jiken của Enix cho hệ máy NES. Nhà soạn nhạc Sugiyama, nổi tiếng với việc sáng tác giai điệu và bài hát theo phong cách pop, đã rất ấn tượng với công việc của nhóm và gửi một tấm bưu thiếp tới Enix ca ngợi trò chơi mà họ làm ra. Enix yêu cầu ông sáng tác nhạc cho một số trò chơi. Sau đó, nhóm đã quyết định thực hiện một trò chơi điện tử nhập vai kết hợp các yếu tố từ các game nhập vai phương Tây như Wizardry và Ultima. Horii muốn mang khái niệm trò chơi nhập vai đến với người chơi ở thị trường Nhật Bản. Ông chọn Famicom bởi vì, không giống như các máy trò chơi arcade, người chơi sẽ không phải lo lắng về việc chi thêm nhiều tiền nếu họ bị "game over", và vẫn có thể tiếp tục chơi từ một điểm lưu game. Horii đã sử dụng bản đồ toàn màn hình của Ultima và màn hình thể hiện thông số và trận chiến của Wizardry để tạo ra lối chơi của Dragon Quest. Tác giả và họa sĩ manga Dragon Ball là Toriyama Akira biết đến Horii thông qua tạp chí truyện tranh Weekly Shōnen Jump. Toriyama được giao nhiệm vụ vẽ minh họa nhân vật và quái vật để khiến trò chơi trở nên khác biệt so với những game nhập vai khác cùng thời. Thiết kế chính là do Horii đã nghĩ ra trước khi gửi cho Toriyama vẽ lại dưới sự giám sát của Horii. Khi Horii lần đầu tiên tạo ra Dragon Quest, nhiều người tỏ ra nghi ngờ một loạt trò chơi kỳ ảo về kiếm và dungeon, thay vì các yếu tố khoa học viễn tưởng, thì liệu có trở nên phổ biến ở Nhật Bản. Tuy nhiên, series trở nên rất nổi tiếng sau đó. Kể từ đó, Horii là đạo diễn kịch bản của trò chơi. Dragon Quest là game thứ hai mà Sugiyama sáng tác nhạc, Wingman 2 là trò chơi đầu tiên. Ông nói chỉ mất năm phút để sáng tác bài nhạc chủ đề mở đầu. Mô típ âm nhạc mà ông sử dụng kể từ trò chơi đầu tiên vẫn còn giữ tương đối nguyên vẹn sau này.
Sáu cốt truyện Dragon Quest đầu tiên chia thành hai bộ ba. Ba trò chơi đầu nói về người anh hùng huyền thoại tên là Roto (Erdrick hoặc Loto trong một số phiên bản). Dragon Quest IV đến VI lấy bối cảnh ở một lâu đài bay lơ lửng trên bầu trời tên là Zenithia, hay Tenku ở Nhật Bản. Tên gọi này có nghĩa là "thiên đường". Những trò chơi trong loạt chính kể từ Dragon Quest VII trở đi đều là game đơn lẻ, không có liên hệ cốt truyện với nhau.
Ban đầu Dragon Quest phát hành dưới cái tên Dragon Warrior ở Bắc Mỹ để tránh xung đột thương hiệu với một trò chơi nhập vai trên bàn khác cũng lấy tên Dragon Quest, do Simulations Publications xuất bản vào những năm 1980, cho đến khi công ty phá sản năm 1982 và bị TSR, Inc. mua lại. TSR tiếp tục xuất bản dòng này thay thế cho Dungeons & Dragons (D&D) cho đến năm 1987. Ngày 23 tháng 7 năm 2002, Square Enix đã đăng ký nhãn hiệu Dragon Quest ở Hoa Kỳ cùng với hướng dẫn chơi game, băng video cassette và những phần mềm trò chơi khác. Ngày 8 tháng 10 năm 2003, Square Enix nộp đơn đăng ký toàn quyền với nhãn hiệu Dragon Quest. Dragon Quest VIII: Journey of the Cursed King trở thành bản Dragon Quest đầu tiên phát hành bên ngoài thị trường Nhật Bản, tất cả các game trước đó đều sử dụng tên Dragon Warrior.
Dragon Quest không thành công khi xuất khẩu ra ngoài Nhật Bản, vì nó bị lu mờ bởi một loạt trò chơi nhập vai khác là Final Fantasy. Do Enix đóng cửa vào giữa thập niên 1990, Dragon Quest V và Dragon Quest VI không phát hành chính thức ở Bắc Mỹ. Không có trò chơi nào phát hành ở châu Âu trước spin-off Dragon Quest Monsters. Với sự hợp nhất của Square và Enix năm 2003, Dragon Quest đã phát hành ở nhiều thị trường. Tháng 5 năm 2008, Square Enix công bố bản địa hóa của các bản làm lại cho hệ máy Nintendo DS của Dragon Quest IV, V và VI phát hành ra thị trường Bắc Mỹ và khu vực PAL, thường được gọi là "Zenithia" hoặc "bộ ba Tenku". Theo thông báo này, tất cả phần chính của Dragon Quest chính thức phát hành bên ngoài Nhật Bản. Phần thứ chín phát hành tại Nhật Bản cho Nintendo DS ngày 11 tháng 7 năm 2009. Phiên bản Bắc Mỹ thì phát hành ngày 11 tháng 7 năm 2010, trong khi phiên bản châu Âu ra mắt ngày 23 tháng 7 năm 2010. Phần thứ mười của loạt chính phát hành cho nền tảng Wii. Nintendo đã trở thành nhà sản xuất lớn cho thị phần trò chơi Dragon Quest bên ngoài Nhật Bản, xuất bản game đầu tiên ra Bắc Mỹ và Dragon Quest IX ra toàn thế giới; phiên bản NDS của Dragon Quest VI do Nintendo phát hành ở Bắc Mỹ.

### Sáng tạo và thiết kế
Horii Yuji nói về những giai đoạn đầu khi thiết kế Dragon Quest
Khi thiết kế Dragon Quest, Horii đã chơi thử trước để đảm bảo các điều khiển trong game được tốt như ý muốn, kể cả các chi tiết tỉ mỉ như tốc độ mở trang hoặc cách cửa mở. Theo Horii, "... những điều nhỏ nhặt như cách điều khiển ở đây và ở đó mà có gì đó không ổn thì thực sự có thể khiến người chơi nổi giận nếu nhịp độ không đúng như ý muốn." Ông tin rằng người chơi có thể sẽ điều khiển game một cách vô thức, dù điều này không thường xảy ra. Horii cố gắng thiết kế các trò chơi theo cách mà người chơi không bao giờ cần đọc hướng dẫn, cũng như chơi thử mới tìm ra cách để chơi. Ông cũng cố gắng tạo ra tình tiết truyện hay với các đoạn hội thoại ngắn. Ichimura Ryutaro là người từng làm chung với Horii kể từ Dragon Quest VIII, đã thực hiện các đề xuất của Horii ngay cả khi không rõ là bằng cách nào mà các ý tưởng của Horii sẽ làm nên chuyện. "Rất nhiều lúc ông ấy [tức Horii] chỉ rõ những điều này, chúng tôi không thể hiểu ngay từ đầu, nhưng cuối cùng cũng có thể hiểu được."

Toriyama Akira, nhà thiết kế nhân vật.

Loạt trò chơi Dragon Quest nhìn chung là tích cực. Cốt truyện Dragon Quest đa phần liên quan đến việc người chơi điều khiển một nhóm những người anh hùng cùng nhau đánh bại một kẻ ác, thường kẻ này sẽ đe dọa thế giới theo một cách nào đó. Theo dòng cốt truyện đó, thường xảy ra những câu chuyện nhỏ hơn liên quan đến những màn gặp gỡ với các nhân vật khác. Cốt truyện mang tính tuyến tính này được tạo ra một cách có chủ ý, nhằm giúp giảm bớt các game RPG bắt người chơi phải ghi nhớ câu chuyện trước đó. Lối chơi được thiết kế để người chơi có thể tự quyết định khi nào và liệu có nên đi theo cốt truyện mặc định hay không. Để đảm bảo người chơi tiếp tục thưởng thức trò chơi, những gợi ý đi theo cốt truyện đều đi kèm phần thưởng, và để giúp người chơi dễ dàng hiểu liệu họ có đi đúng đường hay không, khoảng cách mà nhân vật phải đi để đến với phần thưởng đã bị cắt bớt ngay từ đầu. Mặc dù người chơi không bao giờ bắt đầu chơi theo cách hoàn toàn phi tuyến tính, các nhà phát triển thường cho phép người chơi tự do khám phá thế giới mở theo cách phi tuyến tính, dựa theo phần tuyến tính ban đầu. Những cấp độ đầu tiên của nhân vật sẽ giúp người chơi bắt đầu game với nhiều máu hơn và nó sẽ tăng đáng kể ở những cấp độ sau, dù vậy những chỉ số có lợi thêm vào mỗi khi lên cấp sẽ giảm dần.
Vào lúc Dragon Quest phát hành, Toriyama vẫn không có tiếng tăm gì, ông bắt đầu nổi tiếng sau thành công của Dragon Ball Z ở Bắc Mỹ. Nhân vật người hùng trong Dragon Quest đôi khi được vẽ theo phong cách chibi của manga, còn phiên bản Dragon Warrior thì lại được vẽ theo kiểu 'khuôn mẫu của phương Tây về người hùng thời Trung Cổ'. Bốn bản đầu tiên đều đi theo xu hướng này. Dù vậy, kể từ Dragon Warrior III và IV trở đi thì bắt đầu dựa trên nhiều tranh vẽ gốc về vũ khí và áo giáp của Toriyama. Tuy nhiên, trong khi tranh vẽ trong các tập bản thảo có sự thay đổi, thì bối cảnh và tạo dáng vẫn gần như giống hệt nhau.
Game luôn ngầm thể hiện một số ẩn ý tôn giáo. Sau trò chơi Dragon Warrior đầu tiên, việc lưu game và hồi sinh nhân vật tử trận luôn thực hiện bởi các tăng lữ trong nhà thờ. Các giám mục đi lang thang khắp over-world trong Dragon Quest Monsters và có thể chữa lành nhân vật bị thương. Trùm cuối trong một số game Dragon Quest đều được gọi là Chúa Quỷ; ví dụ như trong Dragon Quest VII, Chúa Quỷ (hay sau này được gọi là Orgodemir) là trùm cuối, và có một nhiệm vụ phụ yêu cầu chiến đấu chống lại Thượng Đế. Bốn tựa game Dragon Quest đầu tiên đều bị kiểm duyệt gắt gao tại Bắc Mỹ, phần lớn tuân thủ các nguyên tắc về mặt nội dung của Nintendo Hoa Kỳ. Vào thời điểm đó hãng đã đặt ra những hạn chế mạnh đối với các biểu tượng tôn giáo và nội dung người lớn. Khi những game này làm lại cho Game Boy Color, hầu hết sự kiểm duyệt được xóa bỏ. Các phiên bản dịch của trò chơi phần lớn tuân theo quy tắc nguyên tác kể từ Dragon Quest VII.
Đối với các bản phát hành bằng tiếng Anh, game có một số từ thuần Anh, chẳng hạn như Polari và Cockney.

### Âm nhạc

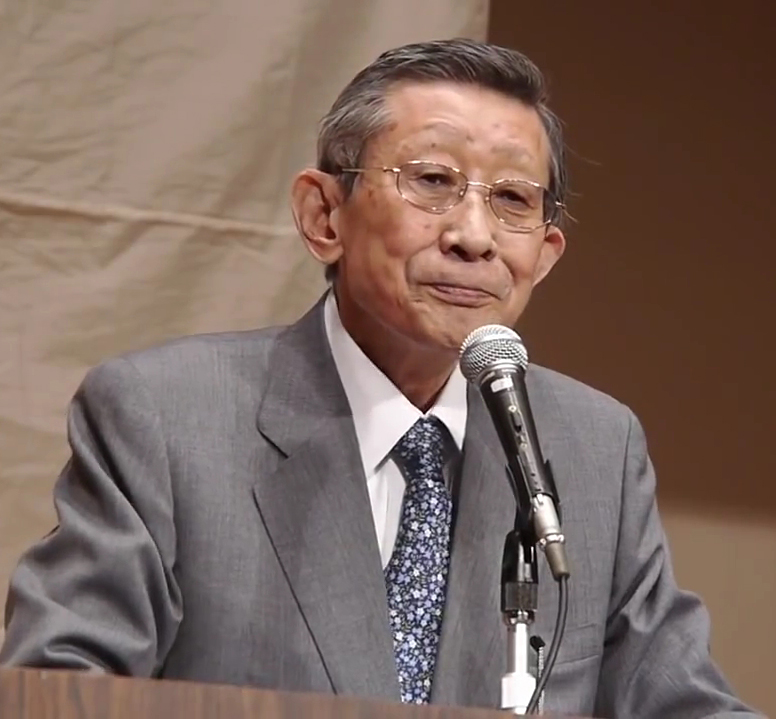
Nhạc sĩ cổ điển Sugiyama Koichi đã soạn phần lớn nhạc cho Dragon Quest kể từ khi phát hành.

Phần lớn các bản nhạc trong Dragon Quest đều do nhà soạn nhạc cổ điển nhiều kinh nghiệm Sugiyama Koichi soạn và phối khí. Vào giữa thập niên 1980, Sugiyama lúc này đã là một nhà soạn nhạc nổi tiếng cho các anime và phim truyền hình. Ông đã gửi một bản câu hỏi phản hồi về một trò chơi cho công ty Enix, và vừa khi nhìn thấy phản hồi của Sugiyama, Fukushima đã liên lạc với ông để xác nhận rằng "ông chính là ngài Sugiyama trên truyền hình". Sau khi xác nhận, Fukushima nhờ Sugiyama soạn một bài nhạc nền cho Dragon Quest. Sugiyama trước đây từng sáng tác một bài nhạc nền cho game Wingman 2. Ông nói rằng chỉ mất năm phút để sáng tác đoạn nhạc chủ đề mở đầu, nhờ vào kinh nghiệm trước đây cộng với việc từng sáng tác nhạc cho quảng cáo trên truyền hình, nhưng ông thừa nhận gặp khó trong việc thêm dấu ấn cá nhân vào các giai điệu ngắn. Theo Sugiyama, ông chỉ có từ ba đến năm giây để thu hút sự chú ý của thính giả bằng điệu nhạc. Ông tiếp tục sáng tác nhạc chủ đề và giai điệu khác trong suốt loạt Dragon Quest.
Album nhạc đầu tiên của series phát hành năm 1986 và dựa trên âm nhạc từ tựa game chơi đầu tiên, tiếp theo là album Symphonic Suite cho mỗi game trong loạt chính. Đoạn nhạc "tám giai điệu" của bản nhạc gốc đã trở thành khuôn mẫu cho hầu hết các bản nhạc RPG phát hành kể từ đó, hàng trăm bản đã được soạn thảo theo cách tương tự. Những đoạn nhạc cổ điển cực ngắn có thể coi là một cuộc cách mạng cho âm nhạc trong trò chơi điện tử.
Dragon Quest cũng phát hành các bản hòa âm khác, như Dragon Quest Game Music Super Collection Vol. 1. Dàn giao hưởng London Philharmonic đã trình diễn nhiều bản nhạc, bao gồm cả phần tổng hợp mang tên Symphonic Suite Dragon Quest Complete CD-Box. Một số nhạc game có thêm đĩa thứ hai, đi kèm với bản nhạc gốc trong game, như Dragon Quest VI. Năm 2003, SME Visual Works đã phát hành Symphonic Suite Dragon Quest Complete CD-Box, kèm theo những bản nhạc từ bảy bản Dragon Quest đầu tiên.

## Đón nhận
Năm 2006, những độc giả của tạp chí trò chơi Nhật Bản Famitsu đã bình chọn hàng trăm trò chơi điện tử hay nhất mọi thời đại, trong đó Dragon Quest III đứng thứ ba, Dragon Quest VIII đứng thứ tư, Dragon Quest VII thứ 9, Dragon Quest V thứ 11, Dragon Quest IV thứ 14, Dragon Quest II thứ 17, Dragon Quest thứ 30 và Dragon Quest VI thứ 34. Năm 2009, Horii nhận một giải thưởng đặc biệt tại Computer Entertainment Supplier's Association Developers Conference cho những cống hiến của ông trong loạt Dragon Quest.
Theo Satoru Iwata, cựu Chủ tịch của Nintendo, độ hấp dẫn khủng khiếp của Dragon Quest là do nó được 'làm ra để bất kỳ ai cũng có thể chơi... và ai cũng có thể thưởng thức, tùy thuộc vào trình độ và mức độ yêu thích khác nhau'. Theo ông, Dragon Quest được thiết kế để cho bất kỳ ai cũng có thể chơi mà không cần đọc hướng dẫn. Một nhà thiết kế tại Square Enix là Ichimura Ryutaro cho hay ông đã chơi game này từ khi còn nhỏ, cho biết cốt truyện Dragon Quest cho phép người chơi trải nghiệm cảm giác vẻ vang khi vào vai một anh hùng giải cứu thế giới. Horii tin vào khả năng trò chơi có thể thu hút cả các game thủ bình thường mà không bỏ mặc những game thủ hạng nặng, bởi nó có thể hạ độ khó ban đầu cũng như không trở nên quá dễ. Iwata và Ichimura tin rằng đó là vì các game được tạo để cho cả hai nhóm đối tượng theo đuổi những mục tiêu của riêng họ. Các game thủ bình thường có thể thưởng thức cốt truyện và trận chiến, nhưng đối với những người tham vọng hơn thì vẫn còn nhiều nội dung để họ khám phá.
Mặc dù loạt trò chơi cực kỳ nổi tiếng ở Nhật Bản, nhưng loạt lại không gặt hái thành công tương tự ở Bắc Mỹ cho đến khi phát hành Dragon Quest VIII (2005). Cho dù bốn bản đầu tiên phát hành ở Mỹ nhìn chung đều nhận đánh giá tốt, Nintendo đã phải đem tặng cho không các bản sao của Dragon Warrior. Tuy nhiên, bốn trò chơi này là một trong những tựa game được tìm kiếm nhiều nhất trên máy NES, đặc biệt là Dragon Warrior III và IV. Sau khi Dragon Warrior VII ra mắt và được giới phê bình đánh giá cao ở Bắc Mỹ (mặc dù có những ý kiến trái chiều), loạt trò chơi bắt đầu nhận được nhiều lời khen hơn với bản Dragon Quest VIII, và bắt đầu đạt doanh thu tốt hơn, cụ thể Dragon Quest IX đã bán ra hơn 1 triệu bản ở ngoài thị trường Nhật Bản.
Một trong những khía cạnh chính của loạt trò chơi mà các nhà phê bình lưu ý cả về mặt tích cực hoặc tiêu cực là nó "không bao giờ thoát khỏi cái gốc cổ điển". Không giống như các game RPG hiện đại và phức tạp khác, Dragon Quest trên DS vẫn giữ lối chơi đơn giản từ bản đầu tiên, làm cho nhiều nhà phê bình vừa có cảm giác dễ chịu, vừa gợi lại sự hoài cổ. Những điểm gây tranh cãi là hệ thống chiến đấu, cốt truyện tương đối đơn giản, thiếu yếu tố phát triển nhân vật, đồ họa đơn giản (trong các game trước) và độ khó. Những lập luận này bị phản bác bằng các lưu ý đến thế mạnh trong cách kể chuyện chi tiết với các NPC mà nhóm gặp trong trò chơi. Những câu chuyện đều tránh nói về tình cảm và tương đối đơn giản hơn Squall Leonhart hoặc Tidus của Final Fantasy. Tuy nhiên cũng có những trường hợp ngoại lệ, chẳng hạn như Dragon Quest V nhận lời khen vì cách kể chuyện độc đáo, giàu cảm xúc, trận chiến cũng đơn giản và kết thúc nhanh chóng. Về độ khó, Horii Yuji xác nhận đây là một canh bạc. Việc thiếu điểm lưu và độ khó của các trận chiến vốn được đưa vào nhằm tăng thêm cảm giác căng thẳng. Chính vì cái khó này, hình phạt cho nhóm bị tử trận được giảm bớt so với các game khác, bằng cách đơn giản là quay trở lại nơi người chơi đã lưu lần cuối, cùng một nửa số vàng bị mất. Khi được hỏi về những lời chỉ trích Dragon Quest, Horii nói ông không bận tâm, điều đó có nghĩa là các nhà phê bình đã chơi trò chơi và ông thà biết họ có quan tâm còn hơn là bị họ làm ngơ.

### Doanh thu
Tính đến năm 2019, loạt Dragon Quest đã bán ra hơn 80 triệu bản trên toàn thế giới. Dragon Quest III đã lập kỷ lục doanh thu năm 1988 với lượng tiêu thụ 1,1 triệu băng game tại Nhật Bản trong vòng một ngày và 3 triệu băng trong một tuần, qua đó thu về 20 tỷ yên Nhật (143 triệu đô la Mỹ) trong vòng một tháng và 230 triệu đô la Mỹ tính đến năm 1991. Dragon Quest IV (1990) đã bán hết 1,3 triệu bản trong vòng một giờ, và Dragon Quest V đã tiêu thụ hơn 1.3 triệu bản trong vòng một ngày. Năm 1990 loạt đã bán ra 10 triệu bản và 15 triệu bản năm 1993, những phần Dragon Quest tiếp theo thì thu về vài trăm triệu đô la cho mỗi phần. Tính đến năm 2007, tất cả các trò chơi trong loạt chính truyện cùng với ba ngoại truyện đã tiêu thụ hơn một triệu bản mỗi phần ở Nhật Bản, bản phát hành đơn bán chạy nhất (không bao gồm các bản làm lại) là Dragon Quest VII với hơn bốn triệu bản. Bản làm lại của Dragon Quest VI còn bán được 910.000 bản tại Nhật Bản trong bốn ngày đầu tiên sau khi phát hành - một con số doanh thu vượt trội cho một bản làm lại.

## Dấu ấn
Bản gốc của Dragon Quest thường được xem là game RPG thực thụ đầu tiên trên máy chơi cầm tay. GameSpot ví Dragon Quest bản gốc là game giàu ảnh hưởng nhất mọi thời đại, gần như tất cả các game RPG Nhật Bản về sau đều lấy cảm ứng từ phong cách này với cùng hình dạng hoặc hình thức. Ấn phẩm Next Generation cho rằng đây là "có lẽ là trò chơi nhập vai mang 'phong cách Nhật Bản" đầu tiên và đã liệt kê loạt ở vị trí thứ 56 trong danh sách "100 trò chơi hay nhất mọi thời đại" của họ. Tạp chí nhận xét: "Mặc dù chưa bao giờ có tham vọng như loạt Final Fantasy của Square, nhưng các phần sau của Dragon Warrior tuyệt đối không thua kém gì (nếu bạn chỉ có đủ tiền để mua cho bản thân một trò để chơi trong ít nhất một tháng, bạn nên mua một trò có tên Dragon Warrior)." Trong một cuộc khảo sát tại Đại học Dartmouth, Gamasutra dẫn lại lời của Quinton Klabon, ông nói Dragon Warrior đã đem trải nghiệm D&D sang các game khác và đặt ra tiêu chuẩn cho thể loại này. Các trò chơi như Mother, Breath of Fire và Lufia & the Fortress of Doom đều lấy cảm hứng từ Dragon Quest. Hệ thống lớp nhân vật trong Dragon Quest III đã định hình nên các RPG khác, đặc biệt là loạt Final Fantasy. Hệ thống 'Tactics' của Dragon Quest IV đem đến cho người chơi khả năng thiết lập thói quen AI cho NPC, có thể xem nó là tiền thân của hệ thống "Gambits" trong Final Fantasy XII. Dragon Quest V được cho là  là có cơ chế thu thập và huấn luyện quái vật, truyền cảm hứng cho các trò chơi RPG thu thập quái vật như Pokémon, Digimon và Dokapon. Dragon Quest V độc đáo ở chỗ trong game có nhắc đến quá trình mang thai và người chơi có thể chọn người sẽ làm mẹ của họ, đây là một khía cạnh quan trọng của cốt truyện. Thế giới thực và bối cảnh thế giới trong mơ của Dragon Quest VI cũng ảnh hưởng lên các trò chơi nhập vai RPG của Square như Chrono Cross và Final Fantasy X sau này. Tổ chức Sách Kỷ lục Guinness còn chứng nhận sáu kỷ lục thế giới - Phiên bản dành cho trò chơi của Dragon Quest. Những kỷ lục này gồm có "Trò chơi nhập vai bán chạy nhất trên Super Famicom", "Trò chơi bán chạy nhất tại Nhật Bản" và "Loạt trò chơi điện tử đầu tiên truyền cảm hứng cho một vở ba lê".
Dragon Quest đã trở thành một hiện tượng văn hóa ở Nhật Bản. Theo Ichimura Ryutaro và Horii Yuji, Dragon Quest trở nên phổ biến đến mức nó được sử dụng như một chủ đề chính trong khi trò chuyện ở Nhật Bản, và ngành công nghiệp trò chơi Nhật Bản coi đây là trò chơi quốc dân. William Cassidy của GameSpy tuyên bố "theo lẽ thường tình, nếu bạn nhờ ai đó ở Nhật Bản vẽ con 'Slime', anh ta sẽ vẽ ra hình dạng của một trong những kẻ địch yếu nhất trong trò chơi, có nét giống như củ hành tây." 
Nhân dịp phát hành Dragon Quest IX ở Nhật Bản tháng 1 năm 2009, một quán ăn ở Roppongi đã lấy cảm hứng từ loạt và đặt tên quán là Luida's Bar, một điểm nóng về đêm nổi tiếng ở Minato, Tokyo. Quán thu hút sự chú ý do trung tâm văn hóa gaming nổi tiếng ở Tokyo là Akihabara chứ không phải Roppongi. Địa điểm này là nơi dành cho người hâm mộ của loạt gặp nhau: ăn mặc theo phong cách thời trang Trung cổ giống như các đối tác ảo trong game, món ăn cũng lấy cảm hứng từ những món đồ và quái vật trong game. Một nhà báo phương Tây mô tả địa điểm này là sự giao thoa giữa một khu nghỉ dưỡng Disneyland và quán cà phê hầu gái. Dragon Quest cũng là nguồn cảm hứng cho một bộ phim người đóng trên truyền hình tên là Yūsha Yoshihiko, phát sóng tháng 7 năm 2011; những phần tiếp theo của phim được sản xuất và phát hành những năm sau đó. Năm 2012 trong Trò lừa ngày Cá tháng Tư, Google công bố "phiên bản NES" của dịch vụ Google Maps, sử dụng đồ họa và âm nhạc ăn theo loạt.
Có một giả thuyết truyền miệng cho rằng việc phát hành Dragon Quest III đã gián tiếp tạo ra một đạo luật từng được thông qua tại Nhật Bản: cấm bán các trò Dragon Quest hoặc trò chơi điện tử nói chung vào ngày thường, trừ một số ngày nhất định như cuối tuần hoặc ngày nghỉ lễ quốc gia. Khi bản III phát hành tại Nhật Bản, hơn 300 học sinh đã bị bắt vì trốn học để chờ các cửa hàng mở bán. Còn có tin đồn cho rằng năng suất làm việc sẽ giảm xuống đáng kể mỗi khi phát hành Dragon Quest, và mặc dù có cả tin đồn Dragon Quest phải điều trần trước Quốc hội Nhật Bản, nhưng không có luật nào như vậy từng được thông qua. Tuy nhiên sau đó tại Nhật Bản, mọi tựa game Dragon Quest chỉ được bán vào thứ Bảy cho đến khi Dragon Quest X phát hành vào thứ năm, tức ngày 2 tháng 8 năm 2012.
Âm nhạc của Dragon Quest ít nhiều gây ảnh hưởng trên các lĩnh vực nghệ thuật khác nhau. Đây là loạt game đầu tiên được chuyển thể thành những vở ba lê, có buổi hòa nhạc và CD riêng dựa theo vũ trụ Dragon Quest. Kể từ năm 1987, hàng năm khán phòng trên khắp Nhật Bản đều tái thể hiện âm nhạc của loạt trò chơi. Những buổi hòa nhạc Dragon Quest đã truyền cảm hứng cho các tác phẩm của Nobuo Uematsu trong loạt Final Fantasy.
Loạt còn xuất hiện trong trò chơi đối kháng Super Smash Bros. Ultimate thông qua nội dung tải xuống, phát hành tháng 7 năm 2019. Không giống như bảng phân chia nhân vật thông thường trong trò chơi, "Hero" không phải là một nhân vật cụ thể, mà là một nhân vật luân phiên giữa bốn nhân vật chính riêng biệt, mặc dù giống hệt nhau về chức năng. Tất cả đều là các nhân vật chính trong loạt: Eleven từ Dragon Quest XI, Arusu từ Dragon Quest III, Solo từ Dragon Quest IV và Eight từ Dragon Quest VIII. Ngoài ra còn có thêm các yếu tố khác trong loạt, như quái vật Slime và một màn chơi dựa theo Altar của Yggdrasil trong Dragon Quest XI.